# Minimalizm (literatura)
Minimalizm w literaturze charakteryzuje się ekonomią słów i powierzchownością przekazu, który wskazuje tylko niezbędne do rozumienia sytuacji przedstawianej konteksty zamiast konkretnych oznaczeń i interpretacji świata. Autorzy minimaliści operują prozaicznymi insynuacjami i ironicznymi podtekstami, które pozwalają budować epiczną całość. Starają się przy tym tworzyć możliwie najbardziej dokładny portret rzeczywistości. Postacie w minimalistycznych powieściach są nieprzewidywalne w swych działaniach, ale starają się reprezentować bądź kreować przeciętnego człowieka. Bohaterami są na ogół ludzie  z sąsiedztwa. Proza minimalistów to najczęściej krótkie, niewielkie fabuły, które prezentują niewielki wycinek rzeczywistości (kawałki z życia wzięte). 
Wspomniany nurt zaczął być widoczny w literaturze w latach 40. (James M. Cain, Jim Thompson), a wyrósł w latach 60. i 70. jako odpowiedź na metafikcję. Najbardziej znani pisarze minimaliści to: Raymond Carver, Chuck Palahniuk, Bret Easton Ellis, Ernest Hemingway, Amy Hempel, Bobbie Ann Mason, Tobias Wolff, Grace Paley, Sandra Cisneros, Mary Robison, Frederick Barthelme i Alicia Erian. 
Klasycznym tekstem teoretycznym o minimalizmie jest esej Johna Bartha A Few Words About Minimalism (New York Times Book Review, 1986)